# Jeanne du Barry – Králova milenka
Jeanne du Barry – Králova milenka (v originále Jeanne du Barry) je belgicko-francouzsko-britský historický film z roku 2023, která režírovala Maïwenn podle vlastního scénáře. Snímek měl světovou premiéru na filmovém festivalu v Cannes dne 16. května 2023.

## Děj
Jeanne Gomard de Vaubernier, mladá žena skromného původu, se snaží společensky povznést pomocí svých půvabů. Její manžel, hrabě z Barry, ji s pomocí vévody z Richelieu seznámí s králem Ludvíkem XV. Král se do svého nového objevu zamiluje a rozhodne se z ní udělat svou oficiální favoritku.

## Obsazení
| Maïwenn             | Madame du Barry                            |
| Johnny Depp         | Ludvík XV.                                 |
| Benjamin Lavernhe   | Jean-Benjamin de La Borde                  |
| Pierre Richard      | vévoda de Richelieu                        |
| Melvil Poupaud      | Jean-Baptiste Dubarry                      |
| Pascal Greggory     | vévoda d'Aiguillon                         |
| India Hair          | Marie Adéla Francouzská                    |
| Suzanne de Baecque  | Viktorie Luisa Francouzská                 |
| Capucine Valmary    | Luisa Marie Francouzská                    |
| Laura Le Velly      | Sofie Alžběta Francouzská                  |
| Diego Le Fur        | dauphin                                    |
| Pauline Pollmann    | Marie Antoinetta                           |
| Loli Bahia          | Jeanne du Barry (dospívající)              |
| Micha Lescot        | Florimond Claude, hrabě de Mercy-Argenteau |
| Noémie Lvovsky      | Anna d'Arpajon                             |
| Marianne Basler     | Anne                                       |
| Robin Renucci       | pan Dumousseaux                            |
| Patrick d'Assumçao  | Étienne François de Choiseul               |
| Erika Sainte        | Anne, matka Jeanne                         |
| Teddy Lussi-Modeste | lékař La Martinière                        |
| Raphaël Quenard     | Velký komoří                               |
| Grégoire Oestermann | abbé Maudou                                |
| Nathalie Richard    | Madame de la Roche Fontenille              |
| Laurent Grévill     | dvorní malíř                               |

## Ocenění
- César: nominace v kategoriích nejlepší kostýmy (Jürgen Doering) a nejlepší výprava (Angelo Zamparutti)